# Batolka ptačincolistá

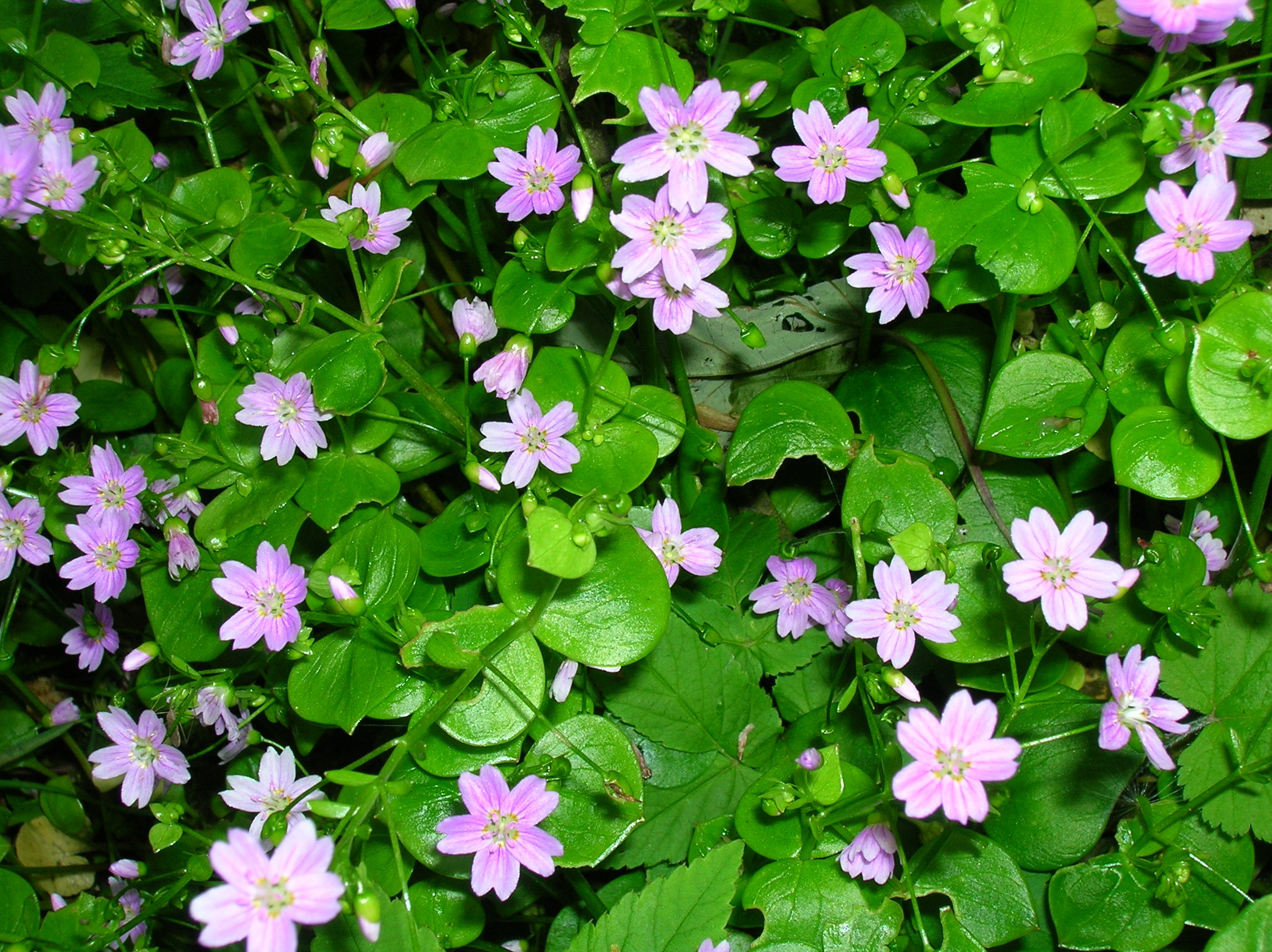
Porost batolky ptačincolisté

Batolka ptačincolistá (Claytonia sibirica) je nevysoká, bíle nebo růžově kvetoucí bylina pěstovaná v zahradách jako okrasná rostlina, vhodná pro vlhčí a zastíněná stanoviště. V ČR je považována za zdomácnělý neofyt, který od poloviny 20. století zplaňuje do volné přírody, poprvé byla takto zaznamenána v roce 1951. Vzhledem k množství semen a nenáročnosti na prostředí se může časem stát invazním druhem, který se nedá snadno omezit.
Tato květina pochází z oblastí na východním pobřeží Severní Ameriky, od Spojených států amerických přes území východní Kanady až po Aljašku. V dávné minulosti se rozšířila i na Komandorské ostrovy v Beringově moři, které jsou součásti ruského Dálného východu. Nyní se pěstuje se jako půdokryvná zahradní rostlina téměř po celé Evropě, včetně Ruska i velké části Severní Ameriky.

## Ekologie
Vyrůstá na vlhkých, zastíněných místech ve světlých lesích a řídkých křovinách, na březích rybníka nebo vodních toků a často také na zavlhlých loukách a pastvinách. Upřednostňuje lehké písčité a hlinité půdy, je málo náročná na obsah živin v půdě i její pH. Ve středoevropských podmínkách zimu nepřežije. V přírodě se vyskytuje v nadmořské výšce do 1300 m n. m. Kvete v květnu a červnu a semena dozrávají v červenci a srpnu. Ploidie druhu bývá 2n = 12, 24 nebo 36.

## Popis

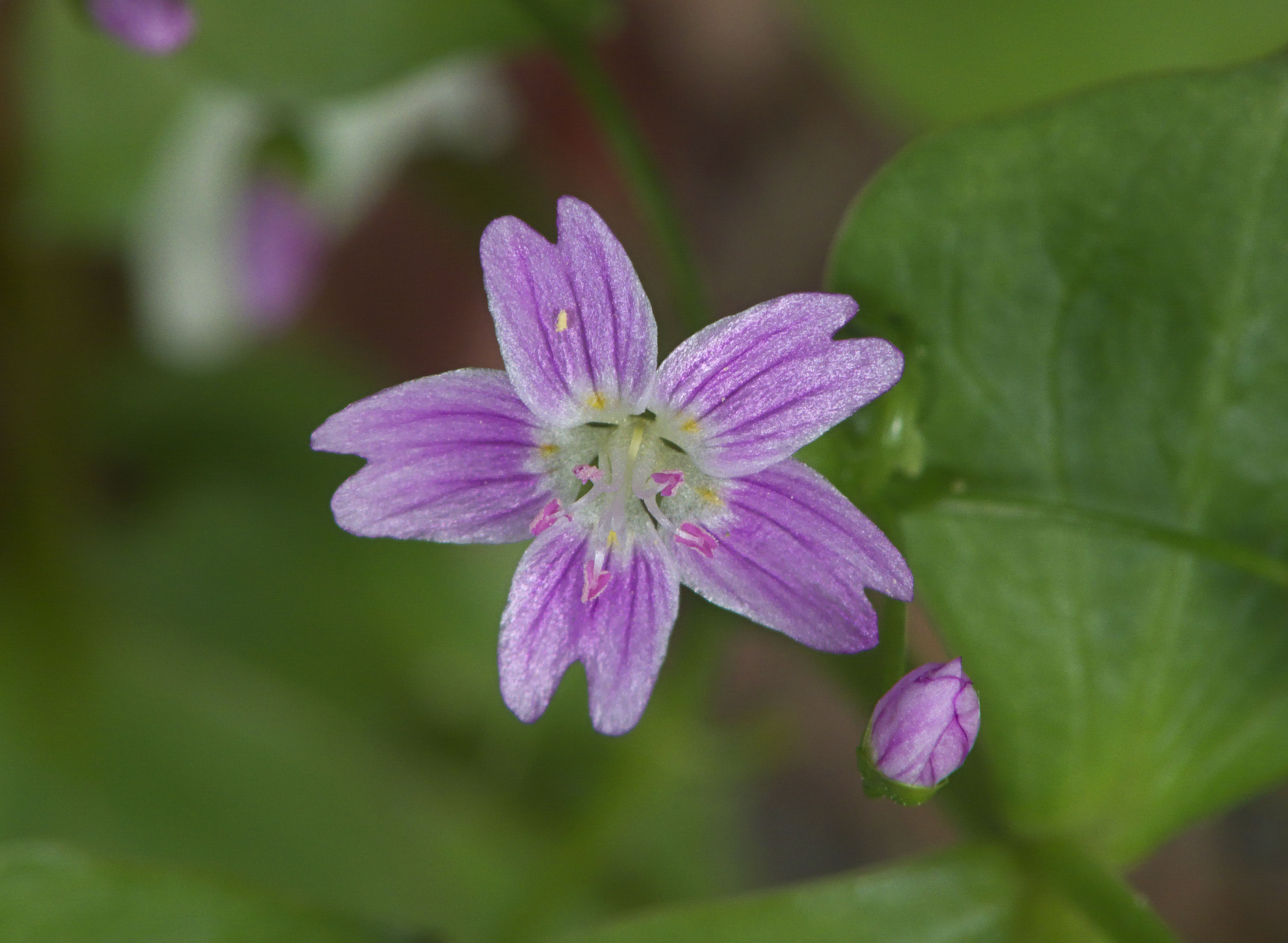
Květ

Jednoletá 15 až 30 cm vysoká bylina rostoucí z krátkého, svislého kořene. Z přízemní listové růžice vyrůstá obvykle jedna až šest, ojediněle až dvacet lysých, vystoupavý až přímých lodyh. Růžice je tvořena téměř vzpřímenými, dlouze řapíkatými listy s čepelí kosočtverečnou, deltoidní, či vejčitou až široce kopinatou, dlouhou 10 až 55 mm, širokou 8 až 40 mm a na vrcholu zašpičatělou. Lodyžní listy jsou dva, vstřícné, kosníkovitě vejčité, až 50 mm dlouhé a vyrůstají pod květenstvím, někdy jsou považované za listeny. Všechny listy jsou po obvodě celistvé a mírně kožovité.
Lodyha má na konci jednoduché nebo rozvětvené vrcholičnaté květenství, jenž se po odkvětu prodlužuje. Květy o průměru do 10 mm jsou oboupohlavné, pravidelné a na 3 mm dlouhých stopkách jim roste po dvou vytrvalých, vejčitých listencích. Stopky jsou v době květu vztyčené, 15 až 30 mm dlouhé a po odkvětu se ohýbají dolů. Vytrvalé kališní lístky jsou nestejné, bývají asi 4 mm dlouhé a zeleně zbarvené. Korunních lístků je pět, bývají bílé nebo růžové a mívají červené žilky, jsou až 10 mm dlouhé, na bázi srostlé, na vrcholu okrouhlé či obvejčité a jen mírně vykrojené nebo dvoudílné. Tyčinek je pět, jejich nitky jsou přirostlé k okvětí a na bázi mají nektaria. Svrchní semeník nese čnělku s třemi růžovými bliznami. K omezení samoopylení dozrává pyl v prašnících dřív než blizny, na které je přenášen nektar hledajícím hmyzem z jiných květů.
Plod je pukající tobolka vejčitého tvaru, dlouhá asi 3 mm a obsahující nejčastěji tři semena s masíčkem. Semena jsou slabě zploštělá, 1,5 mm velká, jemně bradavčitá a tmavě zbarvená, obvykle jsou rozšiřována mravenci zanášející je jako potravu do mravenišť.

## Význam
Vysévá se v zahradách, kde její listy i rozkvetlé květy vytvářejí půvabný půdní kryt na vlhkých a zastíněných místech, která jsou jinak pro kvetoucí rostliny nevhodná. V českých podmínkách je rostlinou jednoletou, koncem léta se na stanovišti vysemeňuje a o příštím jaru semena spolehlivě vyklíčí a vytvoří opět hustý pokryv bránící růstu plevelných rostlin.
Listy jsou po celou dobu růstu poživatelné, pouze u rostlin na suchých místech mohou být nahořklé. Konzumují se v salátech nebo vařené jako listová zelenina. Mají vysoký obsah vitamínů A a C.